# Krnče
Krnče – wieś w Słowenii, w gminie Ribnica. W 2018 roku liczyła 11 mieszkańców.